# Michał Święcki

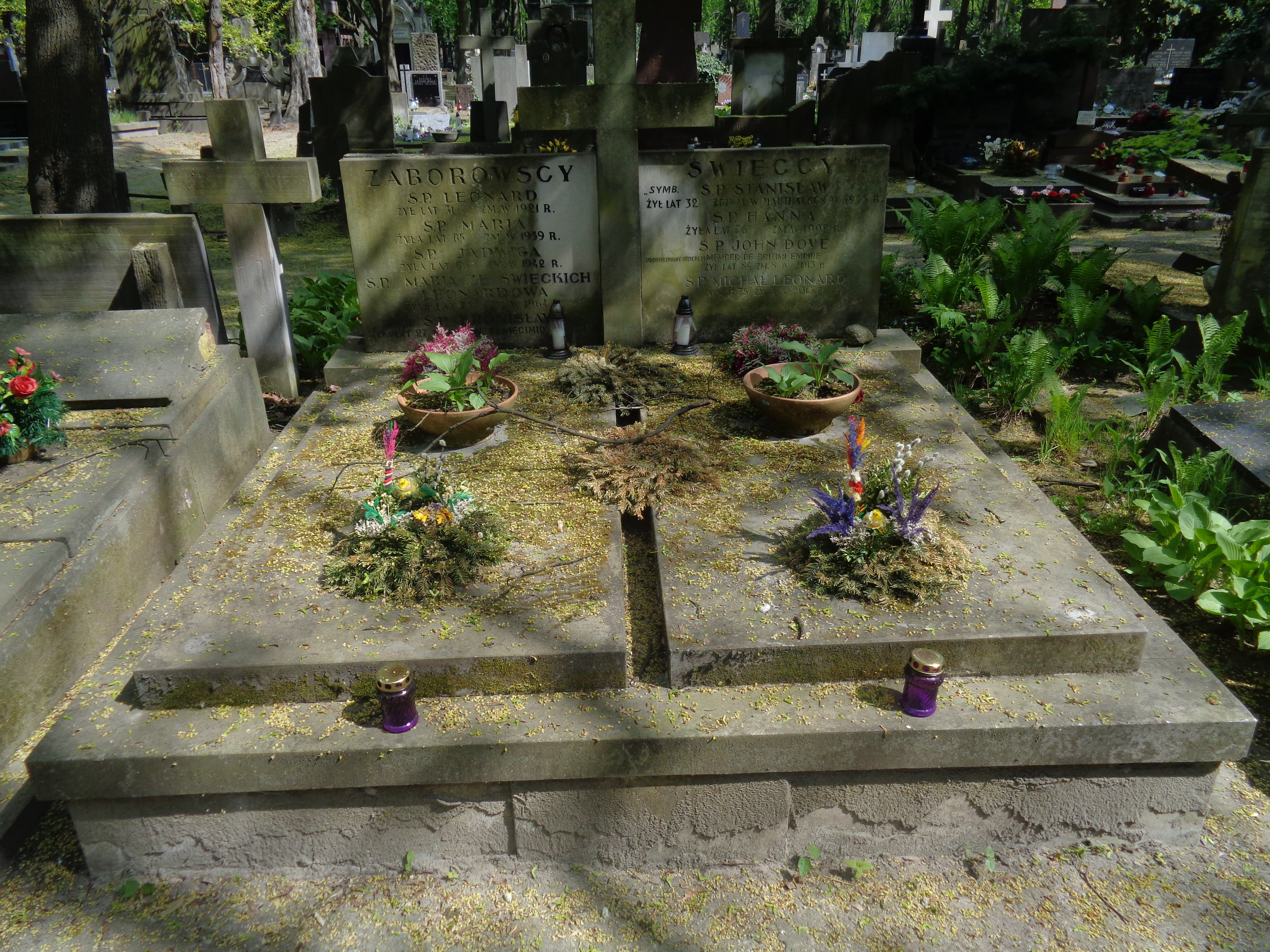
Grób Michała Święckiego na cmentarzu Powązkowskim w Warszawie

Michał Leonard Święcki (ur. 1938, zm. 8 października 2013 w Warszawie) – polski fizyk, nauczyciel akademicki, wykładowca Uniwersytetu Warszawskiego, profesor Wydziału Biologiczno-Chemicznego Uniwersytetu w Białymstoku, wieloletni pracownik Instytutu Badań Jądrowych, przekształconego później w Narodowe Centrum Badań Jądrowych.

## Życiorys
W 1965 uzyskał stopień naukowy doktora na Wydziale Fizyki UW. W tym okresie jako jeden z pierwszych w Polsce, zajmował się w pracy naukowej modelem protonów, wprowadzonym przez Richarda Feynmana. Współpracował między innymi z CERN-em pod Genewą. Od 1975 r., zatrudniony był jako doc. dr hab., w Zakładzie Fizyki Filii UW w Białymstoku, gdzie był współtwórcą ośrodka fizyki teoretycznej, a od 1978 r., kierownikiem Pracowni Fizyki Teoretycznej w Zakładzie Fizyki. Pełnił także obowiązki zastępcy kierownika Zakładu Fizyki do spraw dydaktycznych. W 1981 r., po przekształceniu Zakładu Fizyki w Katedrę Fizyki został powołany na jej kierownika. W latach 1983–1986 piastował funkcję zastępcy prorektora UW do spraw Filii w Białymstoku. W tym okresie brał między innymi czynny udział w organizacji Obserwatorium Astronomicznego Katedry Fizyki w Białymstoku.
Poza pracą akademicką był także w latach 1983-1991 redaktorem naczelnym miesięcznika matematyczno-przyrodniczego „Mała Delta” przemianowanego następnie na Szkiełko i Oko. Autor podręcznika akademickiego „Podstawy Fizyki”.
Został pochowany na warszawskich Starych Powązkach (kwatera 106, rząd 2, miejsce 4-5).